# Antoine Dousse
Œuvres principales
- La Nuit, La Source (1985)
- L'Or et le Sable (2001)

Antoine Dousse, né le 16 juin 1924 à Fribourg et mort le 7 janvier 2006 à l’hôpital de Billens, près de Romont, est un libraire, professeur et écrivain suisse de langue française.

## Biographie
Né à Fribourg le 16 juin 1924, Antoine Dousse passe son enfance à la campagne, à Praroman, où il suit sa première scolarité, et au Mouret, où ses parents possèdent une grande propriété ; pendant longtemps la famille y reviendra passer l’été. Après un baccalauréat latin-grec au Collège Saint-Michel, il fait ses études de lettres à Fribourg et à Paris. De 1949 à 1952, il est assistant de René Bady, puis de Pierre-Henri Simon à la Chaire de Littérature française de l’Université de Fribourg. En 1953, il reprend la Librairie de l’Université de Fribourg (LUF) qu’il exploite, en raison commerciale individuelle sous le nom de « Librairie Antoine Dousse », jusqu’en 1970. Marié avec Marie-Claire Pernet et père de trois fils (Nicolas, 1963, Michel, 1965, Laurent, 1969), Antoine Dousse s’établit à Romont en 1969.
Dès 1970 et jusqu’à la retraite, il enseigne les lettres anciennes et la littérature française en classe terminale à Lausanne (École Lémania : 1970-1975, Pensionnat de Valmont : 1976-1982) et à Genève (Institut Florimont : 1976-1989). Membre du Conseil de fondation de cette institution, il publie en 1984 une plaquette sur Le Musée suisse du Vitrail à Romont. En 1983, il reçoit le Prix littéraire Alexis Peiry pour des extraits de son Journal, qui paraîtront aux Éditions de l’Aire en 1985 sous le titre : La Nuit La Source, carnets et feuillets sans date : 1940-1950. À la retraite, il enseigne la littérature française dans les classes de gymnase du Pensionnat International de La Chassotte à Fribourg (1989-1995). En 1994, il participe à l’exposition organisée par la Bibliothèque cantonale et universitaire de Fribourg et publie avec d’autres : Témoin de l’homme : Hommage à Pierre-Henri Simon. En 2001, il publie aux Éditions Faim de Siècle un nouveau choix d’extraits de son Journal : L’Or et le Sable, pages d’un journal : 1939-1974. Il a également fait paraître de nombreux articles de critique littéraire et artistique, notamment dans La Liberté. Antoine Dousse est décédé à l’Hôpital de Billens, près de Romont, le 7 janvier 2006 des suites d'une pneumonie, à l’âge de 81 ans.

## Œuvres

### Journal
- La Nuit La Source : 1940-1950 : extraits, t. 1, Lausanne, Éd. de l'Aire, coll. « Le cours des eaux », 1985
- L’Or et le Sable : pages d'un journal 1939-1974, t. 2, Fribourg, Éd. Faim de siècle, coll. « Le cours des eaux », 2001, 494 p. (ISBN 978-2-940295-05-0)

### Critique d’art
- Le Musée suisse du vitrail à Romont / Société de Banque Suisse, 1984

### Critique littéraire
- Témoin de l'homme : hommage à Pierre-Henri Simon (avec d’autres) / Fribourg : Éd. universitaires, 1994

### Entretiens
- « Antoine Dousse : sur la LUF : entretien avec Michel Dousse et Simon Roth », in : Walter Egloff et la L.U.F. (1935-1953) / textes réunis par Michel Dousse et Simon Roth / Fribourg : Bibliothèque cantonale et universitaire, 1999 (p. 86-93)

### Aphorismes
- « Laconismes », in : Bouquet de plumes / textes réunis par la Société Fribourgeoise des Écrivains / Fribourg : Éditions La Sarine, 2000 (p. 75-84)

## Prix littéraires
- Prix Jean Racine (1951)
- Prix littéraire Alexis Peiry (1983)

## Autres activités
- Membre du Comité central et vice-président de la Société des Libraires et Éditeurs de Suisse romande ;
- Membre du Conseil de fondation du Musée suisse du vitrail à Romont ;
- Membre de la Commission de la Bibliothèque communale de Romont ;
- Membre du Comité de la Société fribourgeoise des écrivains.

## Sources
- Dictionnaire des écrivains suisses d'expression française / Alain Nicollier, Henri-Charles Dahlem / Genève : Éd. GVA, 1994 (vol. 1, p. 333-334)
- Fribourg vu par les écrivains : anthologie (XVIIIe – XXe siècles) / établie par Michel Dousse et Claudio Fedrigo / Fribourg : Bibliothèque cantonale et universitaire ; Vevey : Éd. de l'Aire, 2001 (p. 326)
- Schriftstellerinnen und Schriftsteller der Gegenwart : Schweiz = Écrivaines et écrivains d'aujourd'hui : Suisse = Scrittrici e scrittori d'oggi : Svizzera = Scripturas e scripturs da nos dis : Svizra / Aarau : Sauerländer, 2002 (p. 94)